# Алея Слави (Юдіно)
Алея Слави (тат. Дан аллеясы) — площа в селищі Юдіно Кіровського району Казані, Татарстан. Одна з найновіших площ міста, одна з чотирьох площ селища, розташована надалеко від трьох інших (Юдінської, 1000-річчя Казані і Залізничників).
Невелика озеленена площа витягнутої трикутної форми знаходиться в середині вулиці Лейтенанта Красікова, що проходить із заходу на схід, до якої навпроти площі примикає вулиця Нижня.
Відкрита в День Перемоги в 2006 році, площа була упорядкована з ініціативи та на кошти Казанського відділення Горьківської залізниці.

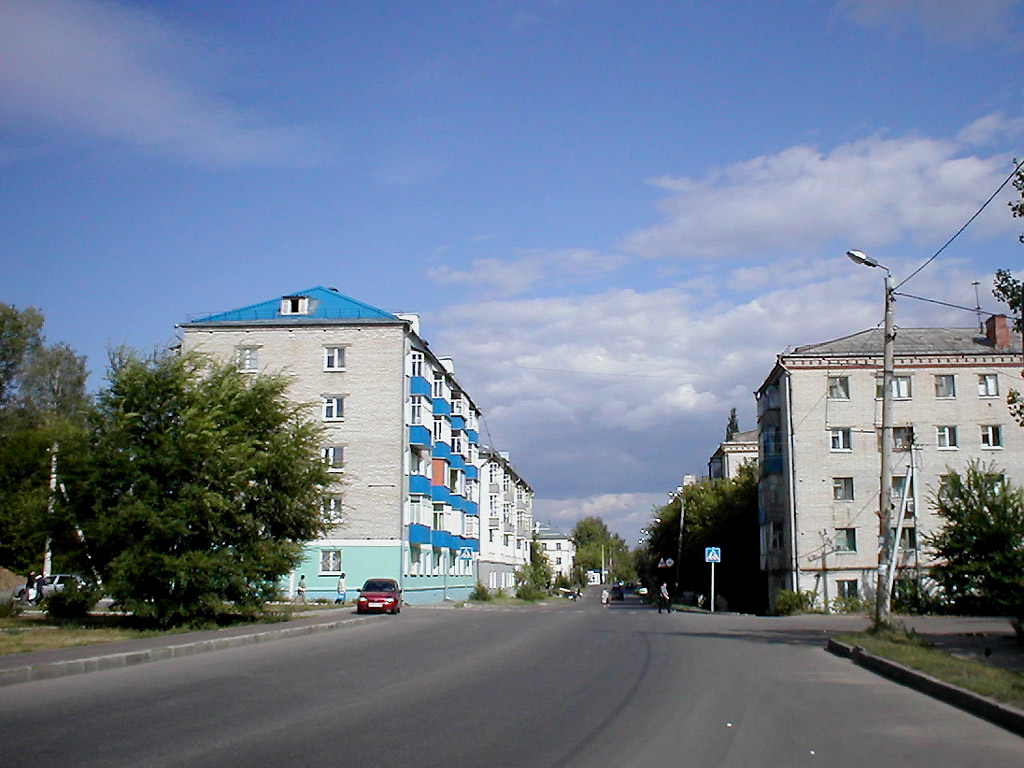
перетин вулиць Лейтенанта Красікова і Нижньої на площі

Площа має розташовану перпендикулярно проїжджу частину вулиці Лейтенанта Красікова широку коротку основну алею з асфальтовими плитами, в кінці якої на піднесеній на кілька сходинок підставі знаходиться монументальний меморіальний комплекс Великої Вітчизняної війни з чотирьох окремих стін пам'яті з барельєфами образів і вигравіруваними прізвищами радянських воїнів-героїв. Над середніми стінами змикається витончена висока кам'яна арка, під якою встановлено пам'ятник Невідомому солдату та горить Вічний вогонь. Крім основної алеї, на площі є також довга вузька алея-доріжка, а також блакитні ялини і зелені зони з іншими деревами і великими зеленими насадженнями. На площу виходять житлові будинки-«хрущовки» і «сталінки».

Біля площі знаходиться зупинка «Лейтенанта Красікова» автобусних маршрутів № 46 і 72, що проходять по даній вулиці. 